# SPIM
SPIM은 MIPS 프로세서의 시뮬레이터로서, 어셈블리 코드를 실행하기 위해 설계된 소프트웨어이다.
편집 공간이 따로 존재하지 않고 작성된 코딩파일을 동작시킬 수 있다. SPIM은 "MIPS"를 거꾸로 변형한 단어이다. PC-SPIM은 윈도에서 사용되는 SPIM 소프트웨어이다. xspim은 MAC OS X 와 Unix/Linux-based에서 사용된다. SPIM은 어셈블리 언어 파일을 읽고 실행할 수 있다. 실제 컴퓨터보다 100배 이상 느리다.

## 같이 보기
- QEMU
- MIPS 아키텍처